# Jean Rey (arts)
Jean Rey (c. 1583 - c. 1645) was een Franse arts en scheikundige.
Rey is geboren in Le Bugue in de Dordogne en studeerde geneeskunde aan de Universiteit van Montpellier. Hij had zijn praktijk in zijn geboortedorp en voerde correspondentie met onder andere Descartes en Mersenne.
Hij ontdekte, een eeuw voor Lavoisier dat in 1789 deed, het gewicht van lucht. Rey signaleerde dat het gewicht van tin en lood toenam wanneer deze stoffen gecalcineerd werden. Hij schreef dit verschijnsel toe aan het gewicht van lucht en stelde dat de dichtheid van lucht toenam wanneer deze werd verhit. Het toenemende gewicht van gecalcineerd lood en tin verklaarde hij door de opname van lucht in het metaal.
Rey ontwiep ook een voorloper van de thermometer; hij noemde dit de 'Thermoscope'.